# Mönchenholzhausen
Mönchenholzhausen település Németországban, azon belül Türingiában. Lakosainak száma 1637 fő (2017. december 31.). Mönchenholzhausen Bad Berka és Klettbach községekkel határos.

## Népesség
A település népességének változása:

| 2014 | 1 540 |
| 2017 | 1 637 |